# 하라주쿠역
하라주쿠역(일본어: 原宿駅、はらじゅくえき, 영어: Harajuku Station)은 일본 도쿄도 시부야구에 있는 동일본 여객철도 야마노테선의 역이다. 이 역 부근에는 메이지 신궁이 근처에 있다.
1924년에 건설된 목조 2층 건물을 역사로 사용하다가 도쿄 올림픽을 대비하여 2020년 3월부터 신역사를 준공하여 운영하고 있다.

## 역 구조
| 1 | 야마노테 선 | 시부야・시나가와 방면           |
| 2 | 야마노테 선 | 신주쿠・이케부쿠로・우에노 방면 |

2면 2선의 승강장이 있다. 종전에는 1, 2번선의 섬식 승강장에 새해 초 메이지 신궁 참배객을 위한 임시 승강장이 붙어있는 형태였으나 2020년부터 혼잡도 완화를 위하여 임시 승강장을 신주쿠 방면 승강장으로 변경하여 1번선과 2번선의 승강장을 분리하여 운영중이다.
역사는 메이지진구마에역과 연결되어 있으며, 개찰구로 나가지 않고도 환승이 가능하다. 역 북쪽으로 황실 전용 홈도 있다.

## 역 근처 건물
- 메이지 신궁
- 메이지진구마에역 (도쿄 지하철)

## 갤러리

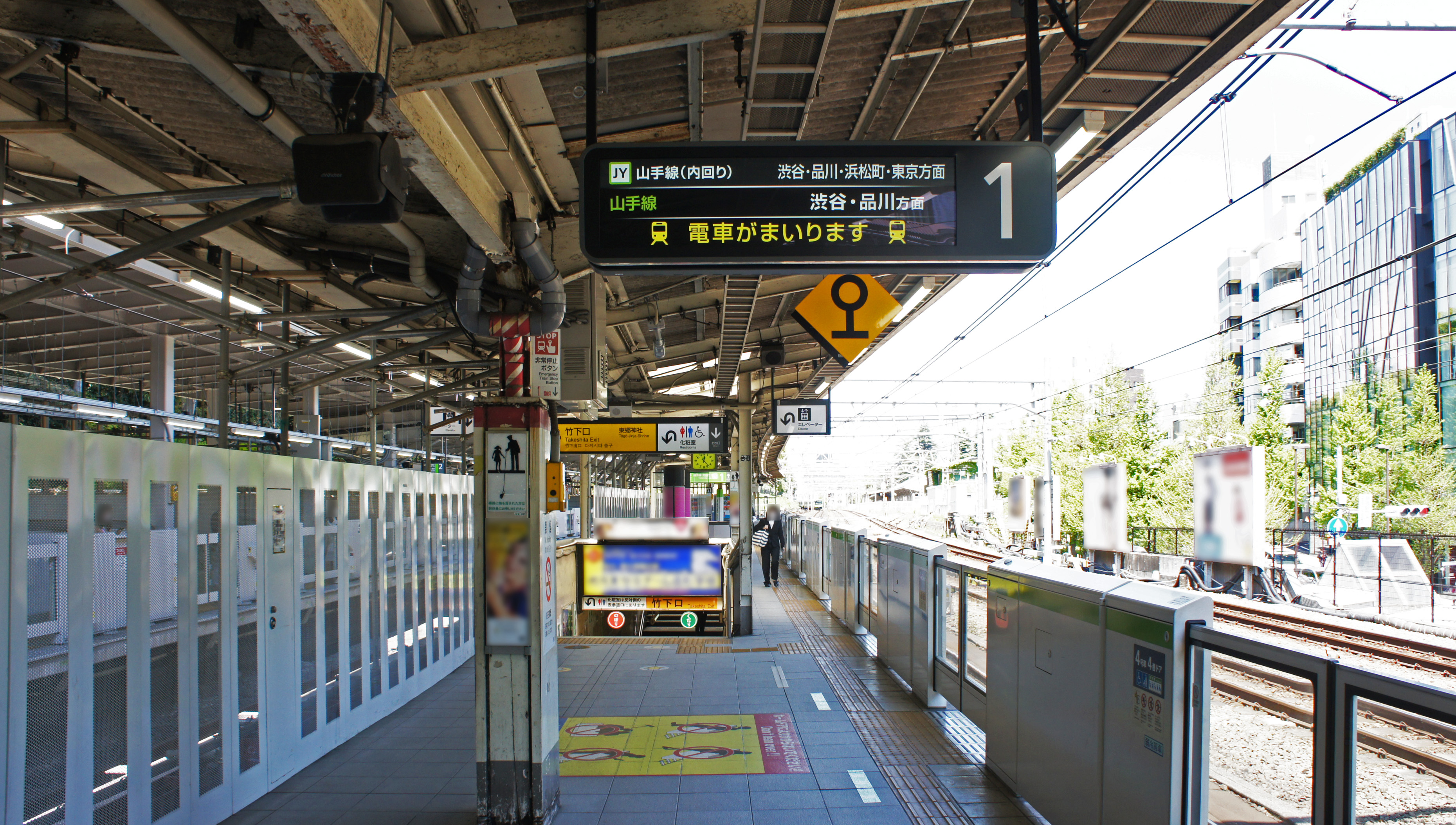
1번선 승강장
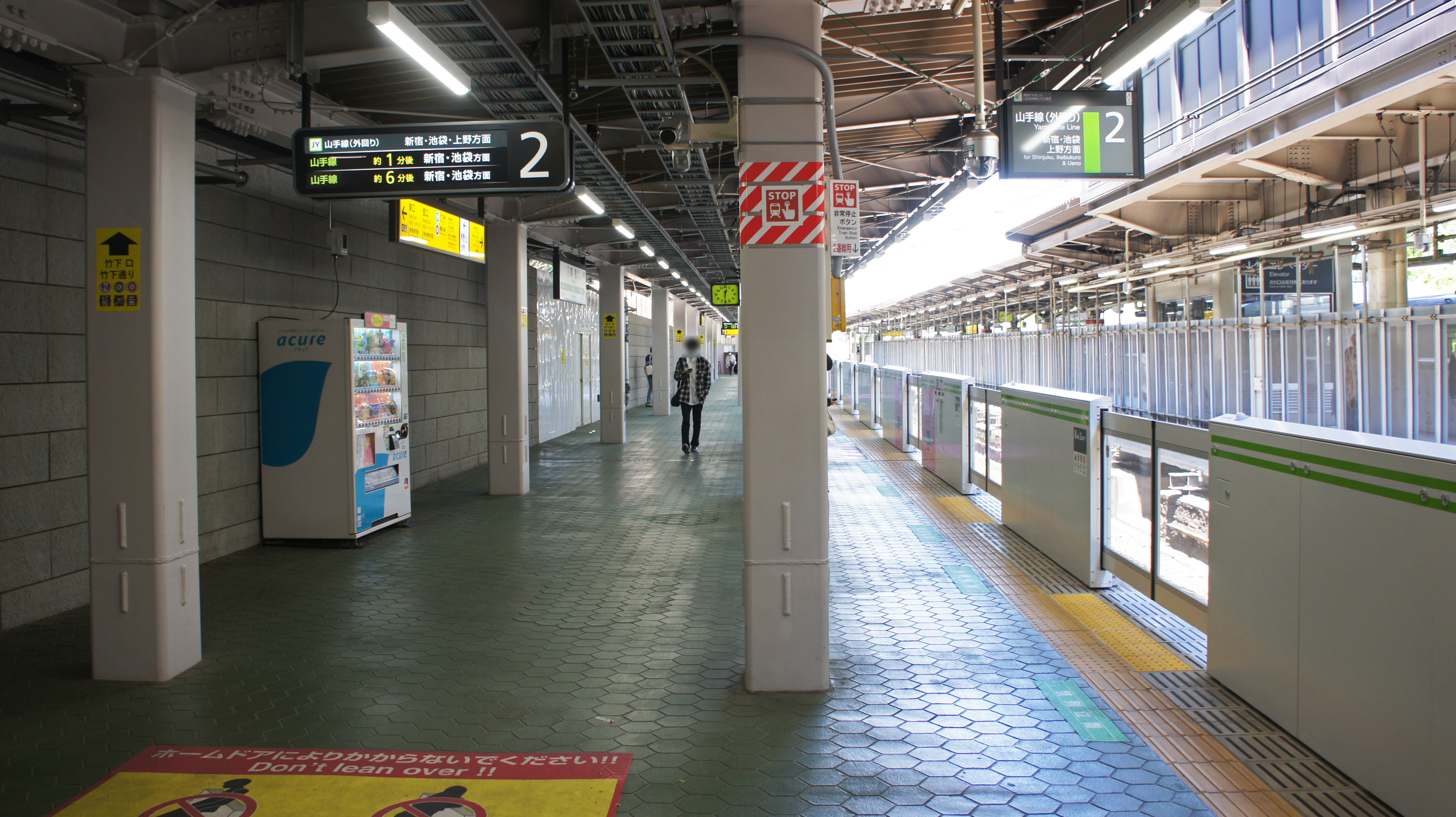
2번선 승강장
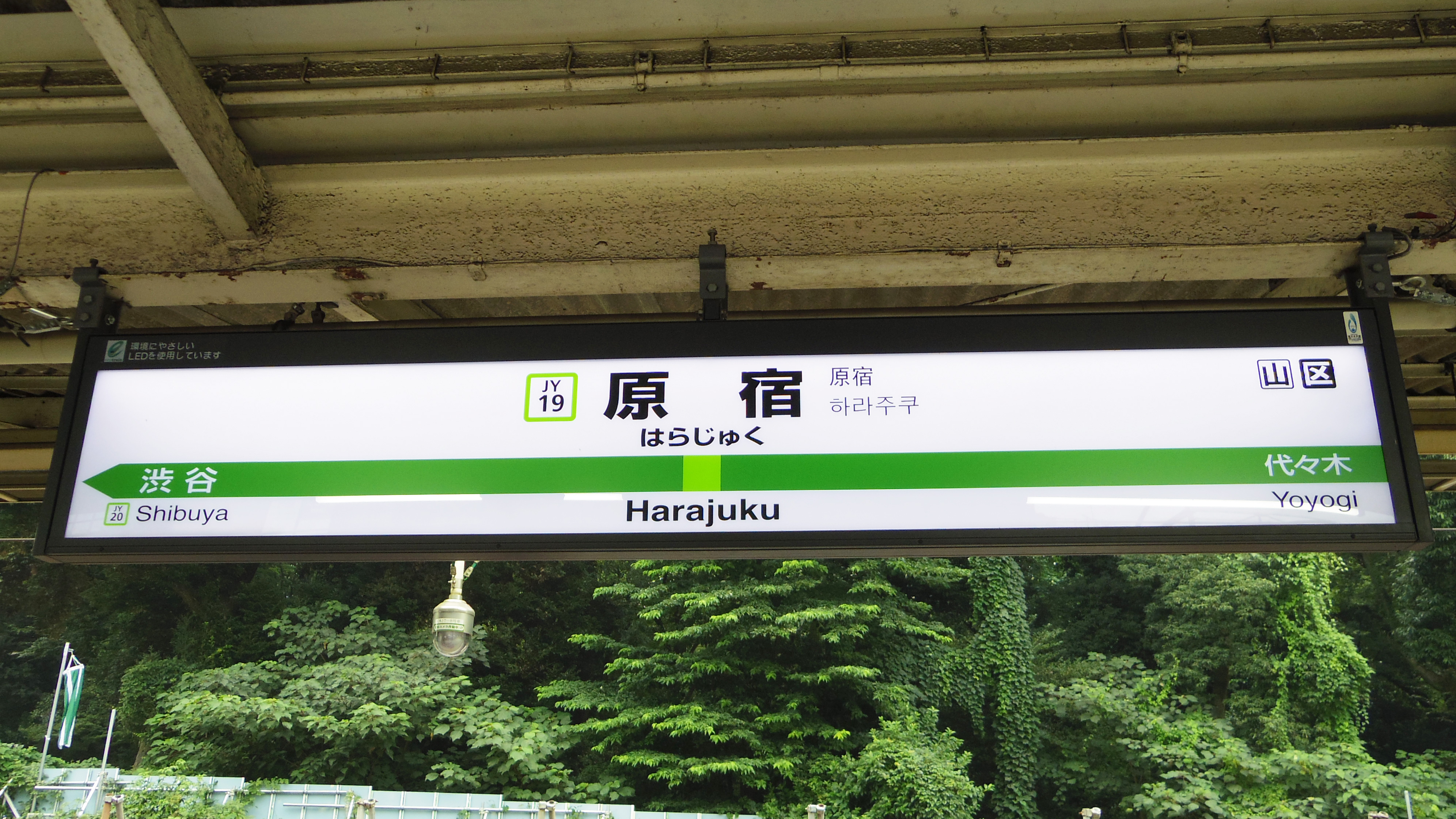
역명판

## 인접역
| 동일본 여객철도 야마노테 선 | 동일본 여객철도 야마노테 선 | 동일본 여객철도 야마노테 선 |
| --------------------------- | --------------------------- | --------------------------- |
| JY 20 시부야 내선 순환      | 야마노테선                  | JY 18 요요기 외선 순환      |